# Admiral Hipper
El Admiral Hipper fue un crucero pesado alemán, líder de su clase, que sirvió en la Kriegsmarine durante la Segunda Guerra Mundial. El buque fue puesto en grada en los astilleros Blohm & Voss de Hamburgo en julio de 1935 y botado en febrero de 1937, entrando en servicio poco antes del estallido del conflicto mundial, en abril de 1939. 
Fue nombrado en honor del almirante Franz von Hipper, comandante del escuadrón de cruceros de batalla alemanes durante la Batalla de Jutlandia y después comandante en jefe de la Flota de Alta Mar.
El Admiral Hipper estuvo involucrado en numerosas acciones de guerra durante el conflicto mundial. Lideró el asalto a Trondheim durante la Operación Weserübung y mientras estaba en ruta para este objetivo hundió el destructor británico HMS Glowworm. 
En diciembre de 1940 irrumpió en el Océano Atlántico para atacar los buques mercantes aliados, aunque esta operación terminó sin éxitos significativos. En febrero de 1941 el Hipper lo intentó de nuevo, hundiendo varios barcos mercantes antes de retornar a Alemania vía Estrecho de Dinamarca. El crucero fue entonces transferido al norte de Noruega para participar en las operaciones contra los convoyes con destino en la Unión Soviética, culminando en la Batalla del Mar de Barents el 31 de diciembre de 1942, donde resultó dañado y se vio forzado a retirarse por el acoso de los cruceros ligeros británicos HMS Sheffield y HMS Jamaica.
Enfurecido por la derrota en esta batalla, Adolf Hitler ordenó desguazar la mayor parte de los buques de superficie de la Kriegsmarine, aunque el almirante Karl Dönitz fue capaz de convencerlo de conservar la flota de superficie. Gracias a ello, el Admiral Hipper regresó a Alemania y fue dado de baja para reparaciones. El crucero nunca volvió a estar operacional, a pesar de lo cual el 3 de mayo de 1945 bombarderos de la Real Fuerza Aérea británica lo dañaron seriamente en el puerto de Kiel. Su tripulación lo echó a pique en su lugar de amarre, y en julio de 1945 fue reflotado y remolcado a la Bahía de Heikendorfer. Finalmente, fue desguazado para chatarra entre 1948 y 1952, aunque se conserva su campana en el Museo Marítimo Nacional de Greenwich.

## Construcción

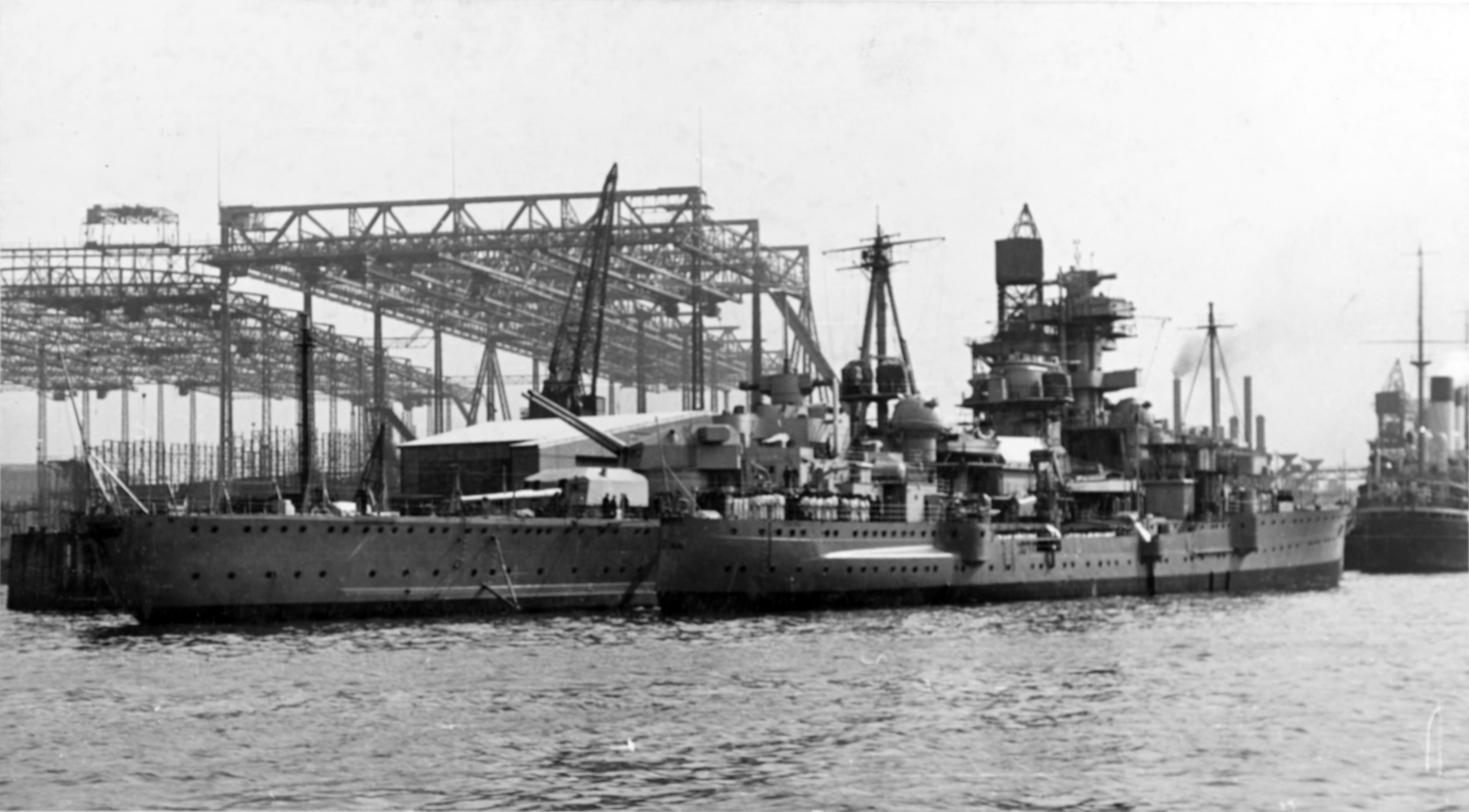
El Admiral Hipper en el astillero Blohm & Voss de Hamburgo durante las tareas finales de acondicionamiento en 1937.

El Admiral Hipper fue ordenado por la Kriegsmarine al astillero Blohm & Voss de Hamburgo. Su quilla fue colocada el 6 de julio de 1935 con el número de construcción 246. El crucero fue botado el 6 de febrero de 1937, y completado el 29 de abril de 1939, día en que fue puesto en comisión en la Flota Alemana. El buque fue construido inicialmente con una roda de proa recta, aunque tras su botadura esta fue reemplazada por una proa tipo atlántica. También le fue instalado un sombrerete para la chimenea.
El crucero pesado tenía 202,8 m de eslora, una manga de 21,3 m y un calado máximo de 7,2 m. Según su diseño desplazaba 16.170 toneladas, aunque a plena carga podría llegar hasta 18.500 t. 
Estaba propulsado por tres juegos de turbinas de vapor engranadas que eran suministradas de vapor por doce calderas de alta presión de combustible líquido. Su velocidad máxima eran 32 nudos (59 km/h) gracias a sus 132.000 CV. De acuerdo a su diseño, su tripulación habitual eran 42 oficiales y 1.340 marineros.
El armamento principal del Admiral Hipper estaba compuesto por una batería de ocho cañones SK L/60 de 203 mm  montados en cuatro torretas gemelas tipo hongo, situadas en pareja a proa y popa. Su batería antiaérea estaba conformada por doce cañones  L/65 de 105 mm, doce de 37 mm y ocho de 20 mm. El crucero además portó cuatro racks de lanzatorpedos triples de 533 mm situados de a dos en tándem a ambas bandas de la superestructura. El buque fue equipado también un amplio hangar que podía albergar a tres hidroaviones Arado Ar 196 y una catapulta para su lanzamiento. El cinturón acorazado del Admiral Hipper era de entre 70-80 mm de espesor, su cubierta superior tenía entre 12 y 30 mm de blindaje, mientras que la cubierta protectora principal era de 20-50 mm. Las torretas de las baterías principales contaban con 105 mm delante y detrás y 70 mm a ambos lados.
El Admiral Hipper contaba además con sendos bulges anti torpedo a ambas bandas.

## Historial
El capitán de navío Hellmuth Heye recibió el mando del crucero tras su comisión. En abril de 1939 el Admiral Hipper navegó por el Mar Báltico para realizar maniobras de entrenamiento. La nave también visitó varios puertos bálticos, entre ellos los de ciudades de Estonia y Suecia. En agosto el crucero realizó varias pruebas con fuego real en el Báltico, y cuando estalló la Segunda Guerra Mundial estaba todavía realizando pruebas de artillería. Fue brevemente usado para patrullar por el Mar Báltico, pero no entró en combate y volvió enseguida a los ejercicios de entrenamiento. En noviembre de 1939 el crucero volvió a los astilleros Blohm & Voss para modificaciones que incluyeron la sustitución de su roda recta por la proa tipo atlántico y la instalación del sombrerete de la chimenea.
Sus pruebas de mar en el Báltico se reanudaron en enero de 1940, pero la acumulación de hielos lo retuvo en puerto. El 17 de febrero la Kriegsmarine declaró el crucero plenamente operativo, y al día siguiente este comenzó su primera gran patrulla de guerra. Se unió a los acorazados Scharnhorst y Gneisenau y a los destructores Karl Galster y Wilhelm Heidkamp en una salida en el Mar del Norte, frente a Bergen (Noruega). Un tercer destructor, el Wolfgang Zenker, se vio obligado a volver por los daños sufridos a causa del hielo. Los barcos operaron bajo al comando del almirante Wilhelm Marschall tratando de localizar buques mercantes británicos, pero no lo consiguieron y volvieron a puerto el 20 de febrero.

### OperaciónWeserübung
Después de su regreso de la salida al Mar del Norte, el Admiral Hipper fue asignado a las fuerzas encargadas de la invasión de Noruega, cuyo nombre en código era Operación Weserübung. El crucero fue asignado como buque insignia del Grupo 2, junto con los destructores Paul Jakobi, Theodor Riedel, Friedrich Eckoldt y Bruno Heinemann. El capitán Heye recibió el mando del Grupo 2 durante la operación. Los cinco barcos que lo componían transportaron un total de 1700 hombres de las divisiones de montaña de la Wehrmacht, cuyo objetivo era el puerto de Trondheim. Los barcos recogieron a las tropas en Cuxhaven y navegaron a la rada de Schillig frente a Wilhelmshaven, donde se reunieron con el Grupo 1, compuesto por diez destructores y los acorazados Scharnhorst y Gneisenau, que fueron asignados para dar cobertura a ambos grupos. La flota dejó la rada en la medianoche del 6 al 7 de abril.

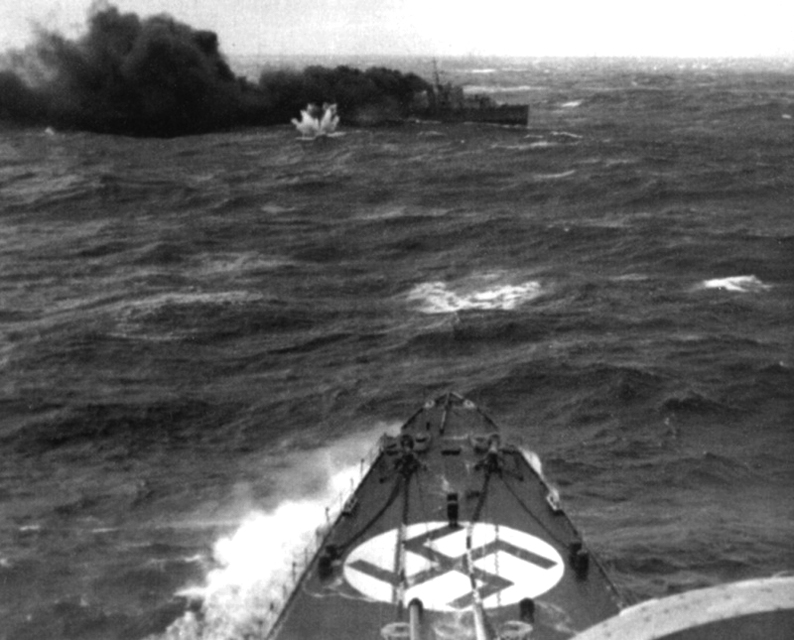
El Admiral Hipper durante el enfrentamiento contra el destructor británico HMS Glowworm, el 8 de abril de 1940.

Navegando frente a las costas de Noruega el Admiral Hipper recibió la orden de variar su rumbo para localizar al destructor Bernd von Arnim, que se había quedado a la zaga del Grupo 1. En medio de la niebla el destructor alemán se topó con el destructor británico HMS Glowworm, y ambos buques entablaron un desigual combate hasta que el comandante del Bernd von Arnim pidió ayuda al Admiral Hipper. Al llegar al lugar, el Admiral Hipper fue erróneamente identificado desde el Glowworm como un buque amigo, lo que permitió al crucero germano acortar distancias y disparar primero. El Hipper hizo tiro de andanada parcial sobre el Glowworm, acertando varios disparos. El destructor británico trató de huir, pero cuando fue evidente que no podía dejar atrás al poderoso crucero germano, viró hacia él y le disparó una salva de torpedos, aunque ninguno le impactó. El destructor británico consiguió hacer blanco a estribor de la proa del Admiral Hipper antes de que un fallo trabó su timón y lo llevó a colisionar con el crucero alemán.

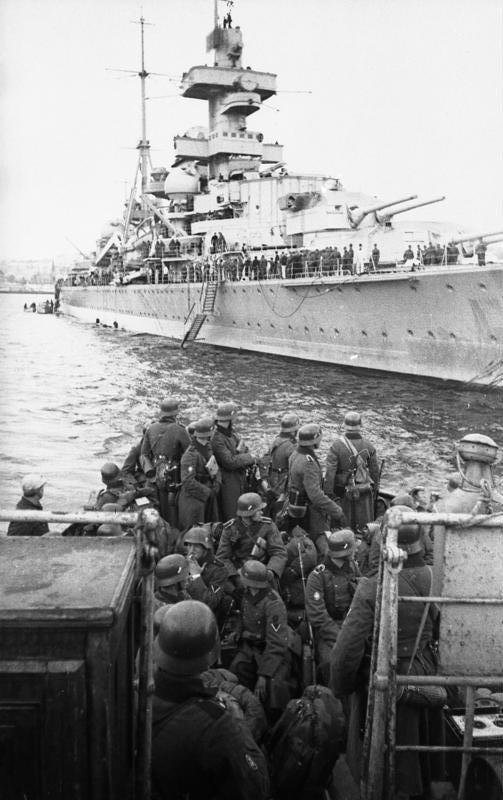
El Admiral Hipper desembarcando tropas en Trondheim.

La colisión con el Glowworm arrancó una sección de 40 metros del cinturón acorazado de estribor y un lanzatorpedos del Admiral Hipper. Inundaciones menores provocaron una escora de cuatro grados por estribor, pero el buque pudo continuar con la misión. Las calderas del Glowworm explotaron poco después de la colisión, causando su rápido hundimiento. 40 supervivientes fueron rescatados del agua por el Admiral Hipper, tras lo que este retomó su rumbo a Trondheim. El destructor británico había tenido tiempo de enviar un mensaje al Almirantazgo Británico, lo que permitió al crucero de batalla HMS Renown desplazarse a la posición y atacar a los acorazados Scharnhorst y Gneisenau, que se sirvieron de su superior velocidad para romper el contacto.
Tras llegar a Trondheim el Admiral Hipper se hizo pasar, con éxito, por un buque de guerra británico el tiempo suficiente para sortear las baterías de artillería costera noruegas. El crucero entró en el puerto y atracó poco antes de las 05:30 hasta desembarcar las tropas. Después de que las tropas de tierra tomaran las baterías costeras, el buque dejó Trondheim con destino a Alemania escoltado por el Friedrich Eckoldt. Llegó a Wilhelmshaven el 12 de abril y entró en el dique seco, donde los trabajadores del astillero descubrieron que el crucero había sido más seriamente dañado de lo previsto en el choque con el Glowworm. A pesar de ello, las reparaciones fueron completadas en solo dos semanas.

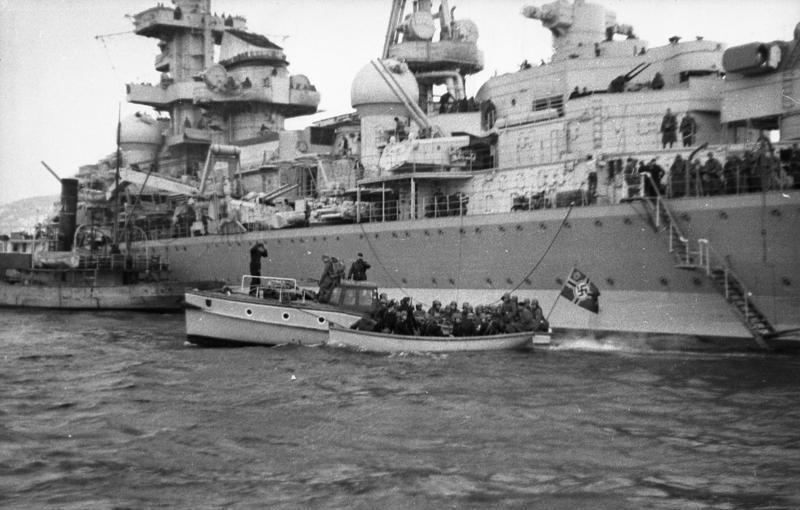
Desembarco de tropas en Noruega.

El almirante Marschall organizó una misión para apoderarse de Harstad a principios de junio de 1940. El Admiral Hipper, los acorazados Scharnhorst y Gneisenau y cuatro destructores se encargaron de la operación. Partieron el 4 de junio, y en el trayecto el Hipper se encontró y hundió el transporte de tropas Orama, el 9 de junio. Antes de llegar a Harstad los alemanes supieron que los Aliados ya habían abandonado el puerto, por lo que los barcos de Marschall intentaron encontrar un escuadrón enemigo que le notificaron que se encontraba en el área. Tras una búsqueda infructuosa, los barcos regresaron a Trondheim para repostar.
El 13 de junio los artilleros antiaéreos del Admiral Hipper derribaron un bombardero británico de ataque. El 25 de julio el Admiral Hipper realizó una patrulla de ataque al comercio en el área entre Spitsbergen y Tromsø que duró hasta el 9 de agosto. Durante esta patrulla el crucero germano encontró el carguero finlandés Ester Thorden, que portaba 1,75 toneladas de oro. El barco fue capturado y enviado a la Noruega ocupada con un premio para la tripulación.

### Operaciones en el Océano Atlántico
El Admiral Hipper dejó el teatro noruego en septiembre de 1940 para una revisión en Wilhelmshaven, mantenimiento de rutina que fue completado hacia finales de mes. Fue entonces cuando el crucero intentó irrumpir en el Atlántico para atacar el tráfico mercante, pero un serio incendio en el sistema de alimentación de aceite de sus máquinas le causó importantes desperfectos. El fuego obligó a la tripulación a detener el sistema de propulsión de la nave hasta que este fue controlado, lo que dejó al crucero inmovilizado en mar abierto durante horas. El reconocimiento británico no fue capaz de localizar al buque, aunque este hubo de regresar al astillero de Blohm & Voss de Hamburgo, donde las reparaciones llevaron algo más de una semana.

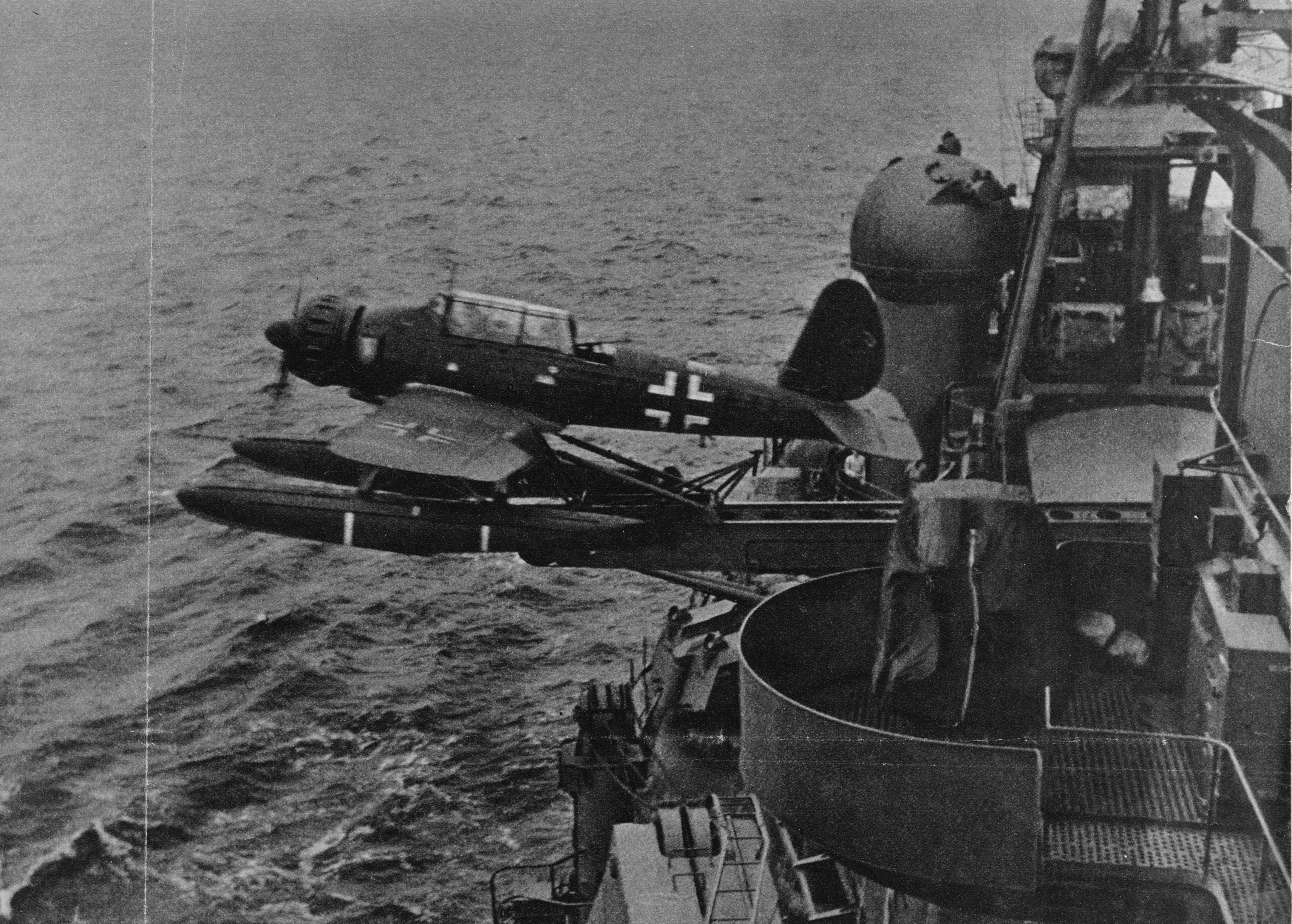
Arado Ar 196 del Admiral Hipper en su catapulta de lanzamiento listo para despegar (c. 1942).

El crucero hizo un segundo intento de actuar en el Atlántico desde el 30 de noviembre, y sorteó el Estrecho de Dinamarca sin ser detectado el 6 de diciembre. El 24 del mismo mes el Admiral Hipper localizó un convoy de transporte de tropas compuesto por 20 barcos a unas 700 millas náuticas (1300 km) al oeste de cabo Finisterre. Cinco de esos veinte barcos estaban asignados a la Operación Excess, destinada a la escolta de una serie de convoyes hacia varios puertos del Mediterráneo. El convoy iba protegido por una poderosa escolta compuesta por los portaaviones HMS Furious y HMS Argus, los cruceros HMS Berwick, HMS Bonaventure y HMS Dunedin, y seis destructores. El Admiral Hipper no detectó en un principio a los buques de escolta, y comenzó a atacar el convoy dañando seriamente dos barcos. Uno de ellos era el transporte Empire Trooper, de 14.219 toneladas, alcanzado por las baterías principales del Hipper antes de que este advirtiera la presencia del Berwick y los destructores navegando hacia él. El crucero alemán se retiró rápidamente usando sus cañones principales para mantener alejados a los buques británicos, pero diez minutos después el Berwick reapareció por la amura de babor del Admiral Hipper, que disparó varias andanadas contra él desde sus torretas delanteras, haciéndole blanco en sus torretas traseras, la línea de flotación y la superestructura posterior. El buque alemán luego se alejó para evitar un ataque con torpedos de los destructores. Para entonces el barco germano ya tenía poco combustible, por lo que recaló en el puerto de Brest, en la Francia ocupada, el 27 de diciembre. En el camino el Hipper hundió un solitario buque de carga de 6.176 toneladas. En Brest le fueron realizados una serie de trabajos de mantenimiento, dejándolo listo para otra salida contra la navegación mercante Aliada.

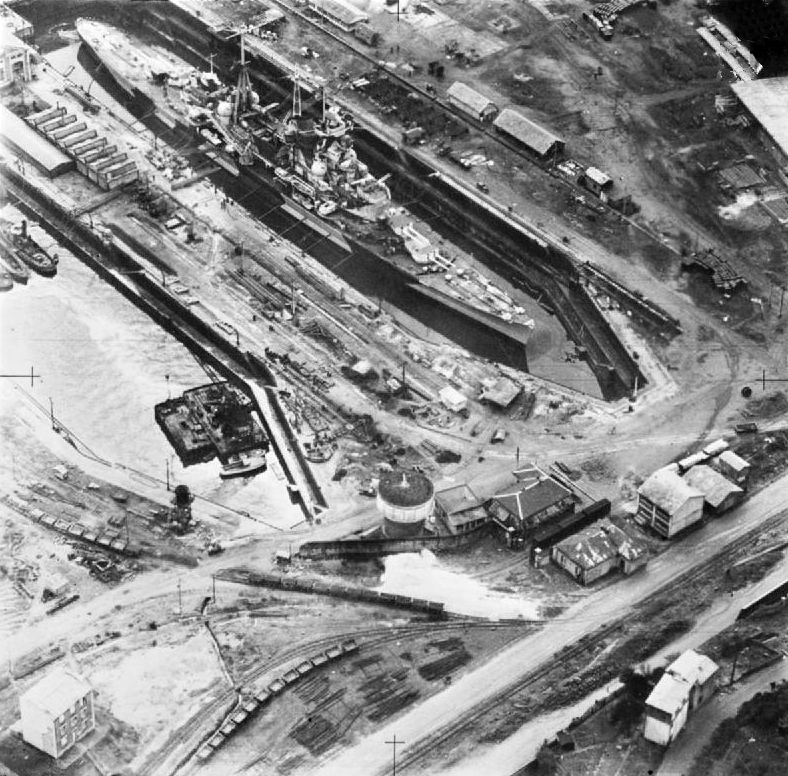
El Admiral Hipper en el dique seco de Brest en 1941. La fotografía fue tomada por un avión británico de reconocimiento.

El 1 de febrero de 1941 el Admiral Hipper comenzó su segunda salida Atlántica. La Kriegsmarine había previsto en principio que los acorazados Scharnhorst y Gneisenau operaran junto al Admiral Hipper, pero los daños sufridos por el Gneisenau en una tormenta en diciembre del año anterior lo impidió. El acorazado fue reparado rápidamente y los dos buques gemelos salieron juntos al Atlántico a inicios de febrero. El Admiral Hipper, por su parte, se reunió con un petrolero frente a las islas Azores para recargar sus tanques de combustible. El 11 de febrero encontró y hundió un transporte solitario del convoy HG 53, que había sido dispersado por ataques de submarinos U-boot y aviones de la Luftwaffe. Esa noche el Admiral Hipper avistó el convoy sin escolta SLS 64, formado por 19 barcos, y a la mañana siguiente lo interceptó y atacó. Los británicos informaron que fueron hundidos siete de los barcos, con un montante total de 33.332 toneladas, y dañados otros dos, pero los alemanes reclamaron que el Admiral Hipper había hundido trece de los diecinueve buques de carga, mientras que algunos supervivientes afirmaron que el número total de naves del convoy hundidas fue de catorce.
Tras el ataque al convoy SLS 64 el combustible del Admiral Hipper se estaba agotando y hubo de regresar a Brest el 15 de febrero. Los bombarderos británicos atacaban regularmente este puerto, por lo que la Kriegsmarine ordenó el regreso del crucero a Alemania, donde correría menos peligro. Antes de su partida, el buque hubo de ser reparado de los daños causados en su casco por los barcos hundidos en el propio puerto francés. El 15 de marzo partió por fin, sin ser visto, y cruzó el Estrecho de Dinamarca ocho días después, aunque por el camino recaló en Bergen (Noruega) para repostar. El 28 atracó en Kiel tras un largo viaje en que no fue avistado por los británicos, y allí entró en los astilleros Deutsche Werke para una extensa revisión que duró siete meses. Tras completar la remodelación el Admiral Hipper hizo pruebas de mar en el Báltico y posteriormente recaló en Gotenhafen para retoques menores. En enero de 1942 el crucero había revisado sus máquinas en el astillero Blohm & Voss, y allí se le instaló un dispositivo de bobina de desmagnetización en el casco. En marzo volvía a estar plenamente operativo.

### Despliegue en Noruega

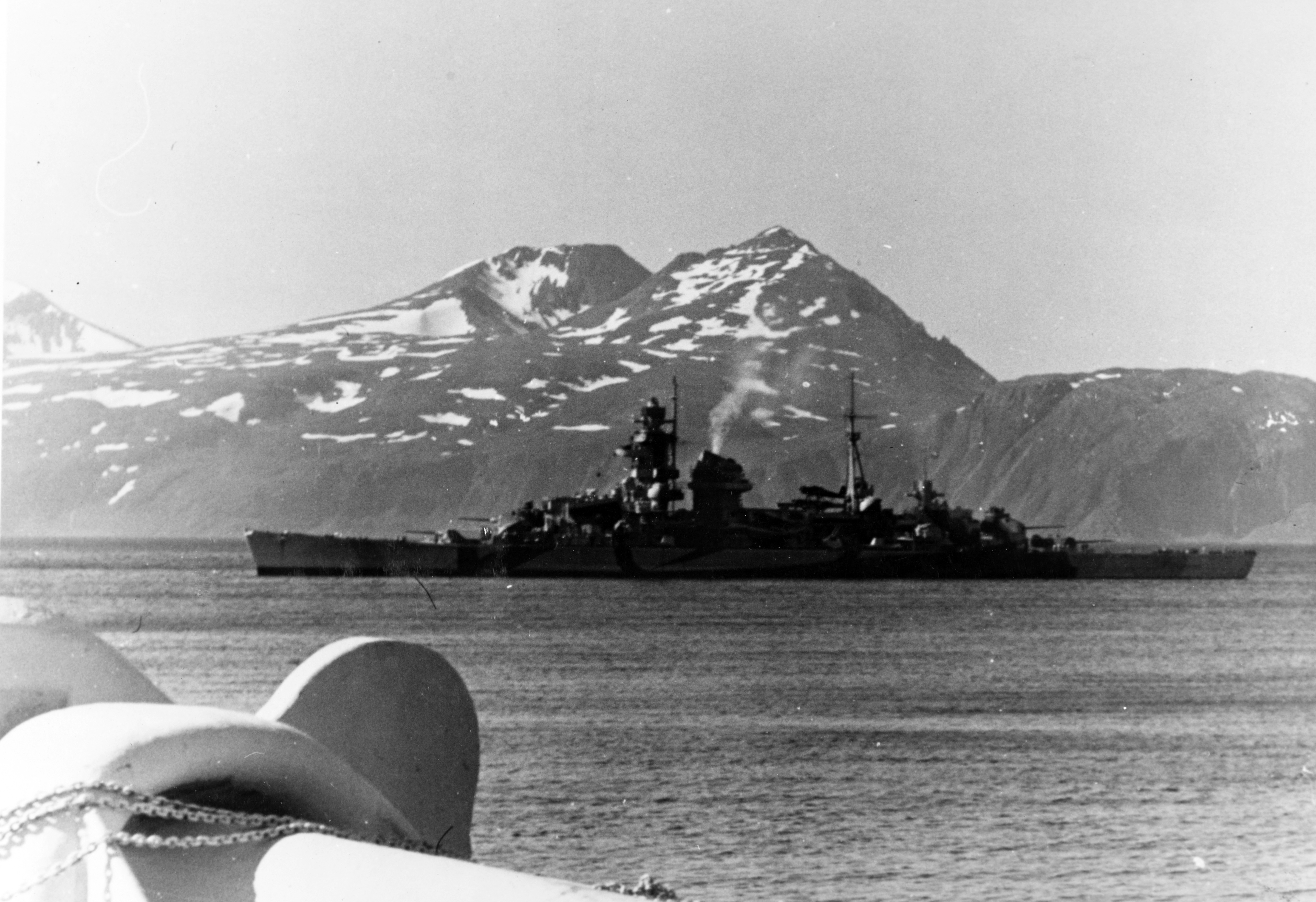
El Admiral Hipper en Noruega en 1942.

El 19 de marzo de 1942 el crucero pesado Admiral Hipper navegó a Trondheim escoltado por los destructores Z24, Z26 y Z30 y los buques torpederos T15, T16 y T17. El área estaba siendo patrullada por varios submarinos británicos, pero estos no avistaron la formación alemana, que arribó a su destino el día 21. Allí se unieron a los cruceros pesados Lützow y Prinz Eugen, aunque este último regresó pronto a Alemania para reparaciones. El 3 de julio el Admiral Hipper se unió a los cruceros Lützow y Admiral Scheer y al acorazado Tirpitz para la Operación Rösselsprung, un ataque al convoy PQ 17. Escoltando el convoy iban los acorazados HMS Duke of York y USS Washington y el portaaviones HMS Victorious. El Admiral Hipper, el Tirpitz y seis destructores partieron de Trondheim, mientras que una segunda fuerza en la que estaban el Lützow, el Admiral Scheer y seis destructores operaron desde Narvik, aunque el Lützow y tres destructores hubieron de regresar a puerto tras encallar en unas rocas cuando se dirigían al punto de reunión. La inteligencia sueca había informado de la salida alemana al Almirantazgo Británico, que a su vez ordenó la dispersión del convoy. Conscientes de haber sido detectados, los germanos abortaron la operación y regresaron para ser sustituidos en el ataque por U-boots y aviones de la Luftwaffe. Los barcos Aliados dispersos, privados de la protección de su escolta, fueron blanco fácil para los alemanes, que hundieron 21 de los 34 solitarios navíos.
El 10 de septiembre el submarino británico HMS Tigris intentó torpedear, sin éxito, al Admiral Hipper mientras este realizaba una patrulla junto al Admiral Scheer y el crucero ligero Köln. Semanas después, entre el 24 y el 28 de septiembre, el crucero pesado escoltó a los destructores Z23, Z28, Z29 y Z30  mientras establecían un campo de minas frente a la costa noroeste de Nueva Zembla. El objetivo de la operación fue canalizar el tráfico mercante al sur, más cerca de las unidades alemanas desplegadas en Noruega. Tras retornar a puerto el Admiral Hipper fue transferido a la Bahía Bogen, cerca de Narvik, para reparar su sistema de propulsión. El 28-29 de octubre el crucero, junto con los destructores Friedrich Eckoldt y Richard Beitzen, fue trasladado más al norte de Narvik, a Altafjord. A partir del 5 de noviembre el Admiral Hipper y la 5ª Flotilla de Destructores, compuesta por los Z27, Z30, Richard Beitzen y Friedrich Eckoldt, patrullaron contra la navegación mercante Aliada en el Ártico. El vicealmirante Oskar Kummetz recibió el comando del escuadrón del Admiral Hipper desde el 7 de noviembre. Un hidroavión Arado Ar 196 del crucero localizó el petrolero soviético Donbass de 8.052 t y su escolta, el buque auxiliar BO-78, y Kummetz envió al destructor Z27 para hundirlos.

#### Batalla del Mar de Barents
En diciembre de 1942 el tráfico de convoyes a la Unión Soviética se reanudó. Erich Raeder, Großadmiral y comandante en jefe de la Kriegsmarine, ordenó un plan, la Operación Regenbogen, para usar las unidades de superficie disponibles en Noruega en ataques a estos convoyes. El primer convoy del mes, el JW 51A, alcanzó destino sin problemas. El segundo, JW 51B, sin embargo, fue avistado por el submarino U-354 al sur de la Isla del Oso, y Raeder ordenó a las fuerzas asignadas a la operación Regenbogen entrar en acción. El Admiral Hipper, buque insignia de Kummetz, y la escuadra compuesta por el Lützow y los destructores Friederich Eckoldt, Richard Beitzen, Theodor Riedel, Z29, Z30 y Z31 dejaron Altafjord a las 18:00 del 30 de diciembre con órdenes de evitar el combate incluso contra un oponente de igual fuerza.
El plan de Kummetz era dividir su fuerza a la mitad; él dirigiría el Admiral Hipper y tres destructores para aproximarse desde el norte, atacar al convoy y atraer sus escoltas. El Lützow y los otros tres destructores podrían entonces atacar al indefenso convoy desde el sur. A las 09:15 el destructor británico HMS Obdurate divisó los tres destructores que acompañaban al Hipper, y los alemanes dispararon primero. Cuatro de los otros cinco destructores de la escolta se apresuraron a unirse al combate, mientras que el HMS Achates soltaba una columna de humo para ocultar el convoy. El Admiral Hipper disparó varias andanadas contra el Achates, dañándolo y reduciendo su velocidad a 15 nudos. Kummetz entonces ordenó virar al norte para arrastrar tras él a los destructores, pero el capitán Robert Sherbrooke, comandante de la escolta británica, dejó dos destructores para cubrir al convoy mientras él iba en persecución de los atacantes.
Robert Burnett, contraalmirante de la Fuerza R compuesta por los cruceros HMS Sheffield y HMS Jamaica, daba apoyo lejano al convoy Aliado y rápidamente se apresuró a entrar en escena. Sus cruceros atacaron al Admiral Hipper, que había estado disparando al destructor Obedient. Los navíos de Burnett se aproximaron por estribor del crucero alemán y lo sorprendieron: en la primera serie de andanadas de los cruceros británicos el Admiral Hipper recibió tres impactos. Uno de ellos dañó su sistema de propulsión, y la caldera n.º 3 se llenó con una mezcla de aceite y agua, lo que obligó a la tripulación a apagar el motor de la turbina de estribor. El crucero redujo su velocidad a 23 nudos (43 km/h). Los otros dos impactos iniciaron un incendio en el hangar de los hidroaviones. A cambio, desde el Admiral Hipper se disparó una única salva contra los cruceros antes de virar hacia ellos mientras sus destructores de escolta lo ocultaban con pantallas de humo.

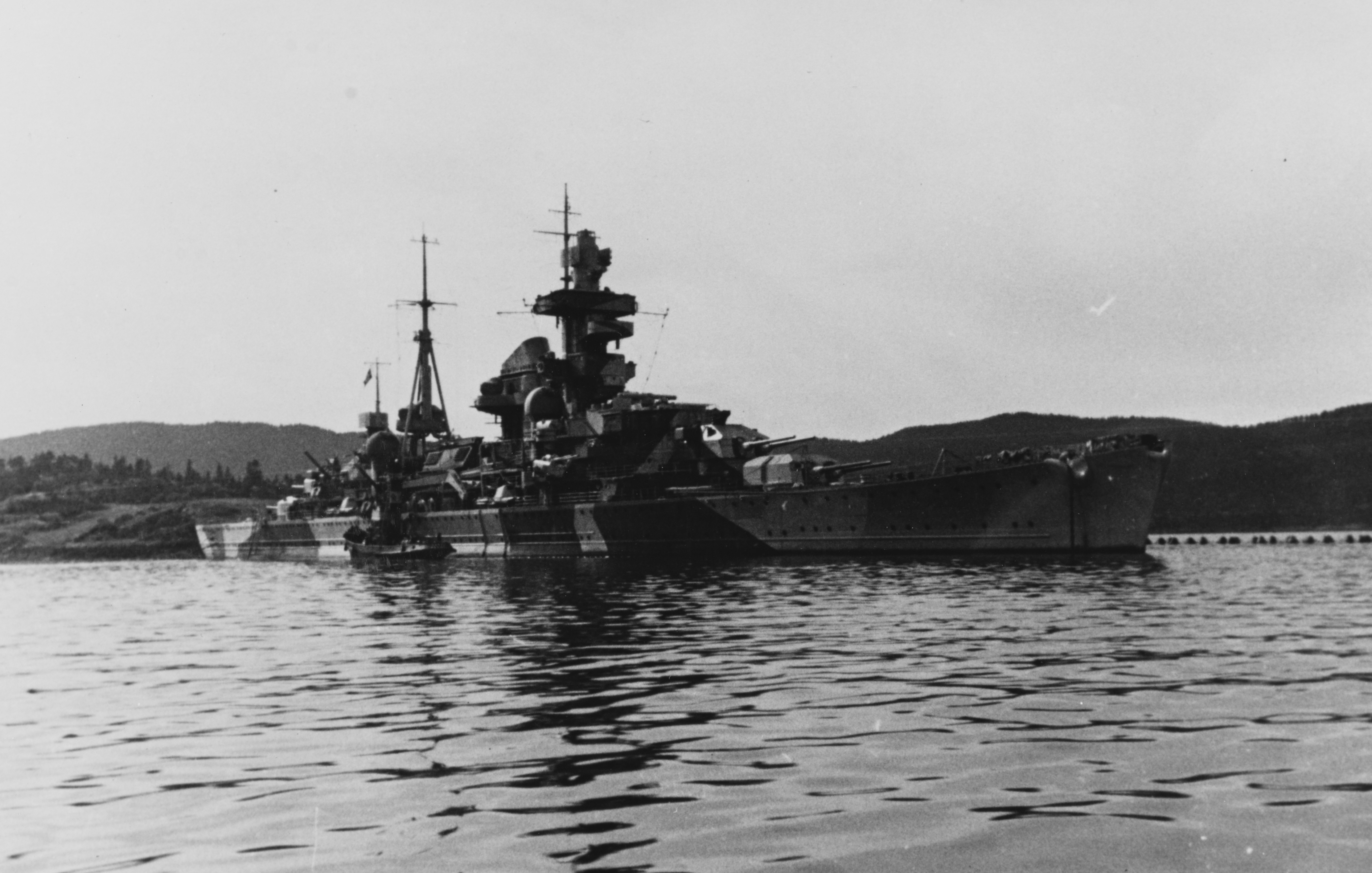
El crucero pesado Admiral Hipper en Noruega (c. 1942).

Tras emerger de la columna de humo el Admiral Hipper estaba de nuevo enfrentado con los cruceros de Burnett, aunque debido a la incertidumbre sobre el estado de su buque insignia y la ferocidad de la defensa británica, Kummetz dio la siguiente orden a las 10:37: «Detener la acción y retirada al oeste». Identificando erróneamente al Sheffield como el Admiral Hipper, el destructor Friederich Eckoldt se le aproximó demasiado y fue hundido. Mientras tanto, el Lützow se aproximó a menos de 3 millas náuticas (5,6 km) del convoy, aunque debido a la poca visibilidad no hizo fuego. Entonces recibió la orden de Kummetz y tomó rumbo oeste para reunirse con el Admiral Hipper, pero sin advertirlo se acercó al Sheffield y al Jamaica, con los que se enfrentó una vez que los identificó como enemigos. Los cruceros británicos se volvieron hacia el Lützow, pero recibieron el fuego de los dos cruceros germanos. Los cañonazos del Admiral Hipper fueron muy precisos y pronto ahorquilló al Sheffield, a pesar de lo cual los cruceros británicos escaparon ilesos. Burnett había decidido enseguida retirarse ante la mayor potencia de fuego alemana, pues sus navíos estaban armados con 6 piezas de 150 mm por las 8 de 203 mm del Admiral Hipper y las 11 de 280 mm del Lützow.
Sobre la base de la orden recibida antes de iniciar la operación sobre evitar el enfrentamiento con un enemigo de igual fuerza, la poca visibilidad y los daños sufridos por su buque insignia, Kummetz decidió abortar el ataque. En el transcurso de la batalla el destructor británico Achates fue hundido por el daño que le infligió el Admiral Hipper. Los alemanes también hundieron el dragaminas Bramble y dañaron los destructores Onslow, Obedient y Obdurate. A cambio, los británicos hundieron el Friederich Eckoldt y dañaron al Admiral Hipper, además de forzar a los buques de la Kriegsmarine a abandonar el ataque al convoy. Tras esta operación fallida Adolf Hitler proclamó que los buques de superficie de la Kriegsmarine no merecían la pena y deberían ser desguazados, para después usar sus piezas de artillería como refuerzo del Muro atlántico. Sin embargo, el almirante Karl Dönitz, sucesor de Raeder, convenció a Hitler para conservar la flota de superficie. Después de volver a Altafjord el Hipper fue reparado de urgencia, lo que le permitió regresar a la Bahía Bogen el 23 de enero de 1943. Ese día, el Admiral Hipper, el Köln y el destructor Richard Beitzen dejaron Noruega para volver a Alemania. Todos recalaron brevemente en Narvik el día 25, y en Trondhiem entre los días 30 y 2 de febrero. En la reanudación del viaje los navíos buscaron los corredores de bloqueo noruegos en el Skagerrak, el día 6, antes de arribar al puerto de Kiel el 8. El 28 del mismo mes el crucero pesado fue dado de baja de acuerdo a un decreto del Führer.

### Destino

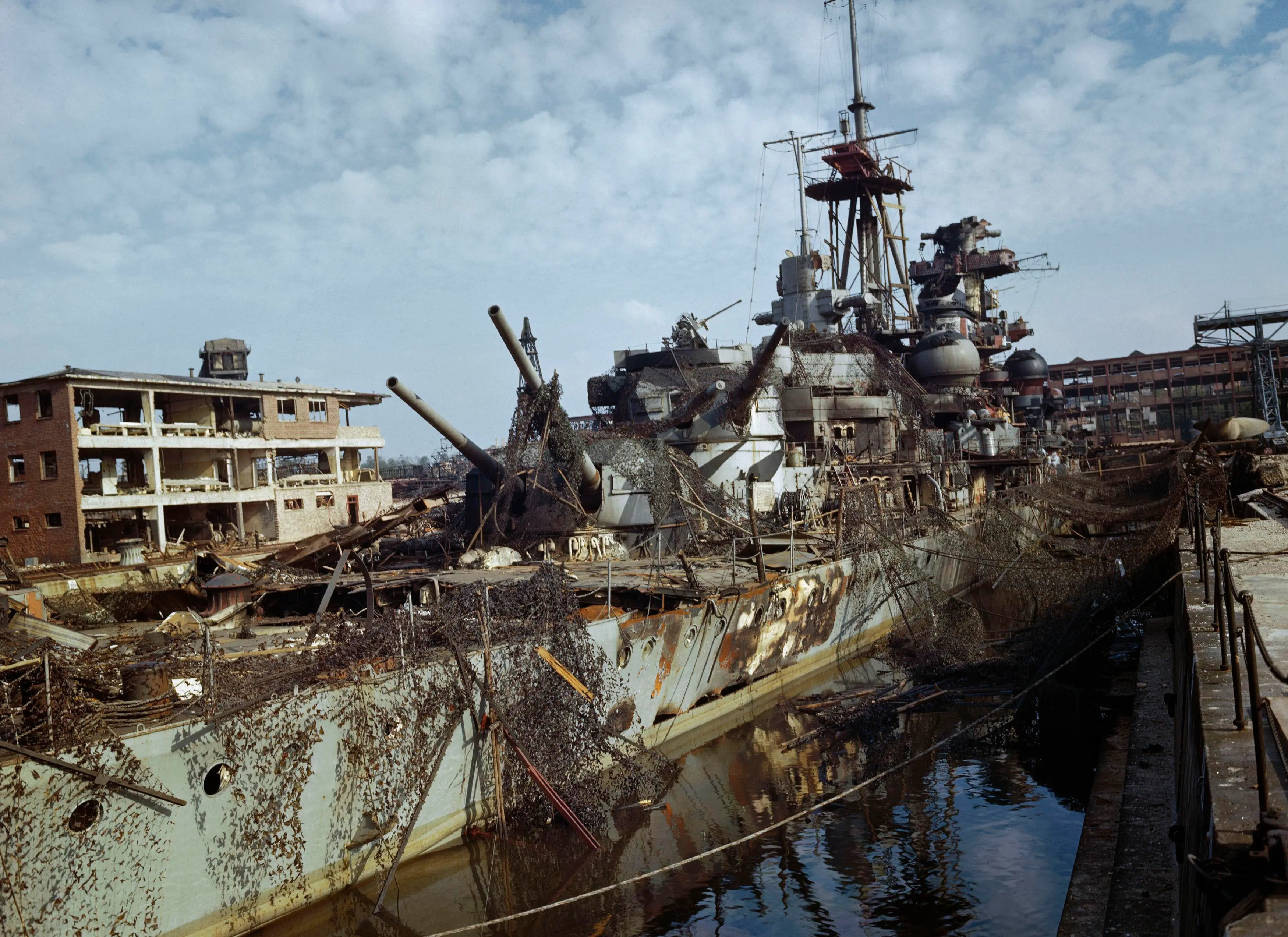
El Admiral Hipper, dañado por los bombardeos de la RAF, en el puerto de Kiel el 19 de mayo de 1945.

A pesar de estar fuera de servicio, los trabajos en el crucero continuaron. En abril fue trasladado a Pillau, en el Mar Báltico, para alejarlo de los bombardeos Aliados. Un año después fue desplazado a Gotenhafen, pues la Kriegsmarine tenía la intención de re-comisionar el barco para emplearlo en el Báltico, pero no lograron ponerlo operativo. A medida que el Ejército Rojo hacía retroceder a los alemanes en el Frente Oriental, su tripulación fue reclutada para las tareas de construcción de las defensas de la ciudad, retrasando la posibilidad de volver a poner en activo el Admiral Hipper. La Real Fuerza Aérea británica británica estableció un extenso campo de minas alrededor del puerto, lo que obligó a mantener el buque amarrado.
A finales de 1944 la nave fue objeto de otra revisión que se prolongó tres meses. El Ejército Rojo había avanzado mucho, por lo que fue necesario trasladar el barco a Alemania a pesar de que este solo tenía operativa una de sus turbinas. El 29 de enero de 1945 el crucero salió de Gotenhafen y llegó a Kiel el 2 de febrero, donde entró en el astillero Germaniawerft para ser acondicionado. El 3 de mayo aviones de la Real Fuerza Aérea bombardearon el puerto y dañaron gravemente el navío, por lo que su tripulación lo echó a pique en su amarre a las 04:25 del mismo día. En julio de 1945, tras el fin de la guerra, el Admiral Hipper fue reflotado y remolcado hasta la Bahía Heikendorfer (Schleswig-Holstein), donde fue desguazado para chatarra. Su campana se encuentra actualmente en el Museo Marítimo Nacional de Greenwich.